# Ex Cinema Kursaal Giardino
L'ex cinema teatro Kursaal Giardino di Pavia, inaugurato nel 1930, era un edificio situato in Corso Cavour 30 (Pavia). Utilizzato in passato come cinema multisala e teatro, fino alla sua demolizione nel 2009. 

## Storia
Il complesso Kursaal inizia nei primi decenni del 1900 quando con l’autorizzazione della sovraintendenza dei monumenti viene abbattuto il muro, che si affaccia su corso Cavour, per costruire un locale adiacente alla parete occidentale del Palazzo Bottigella. 
Nel 1915, secondo i progetti di Ercole Lanfranchi, viene applicata la facciata in lamiera con l’insegna caffè giardino kursaal e negli anni successivi viene iniziata la costruzione della sala cinematografica, secondo i progetti di Piero Portaluppi, la quale formerà il complesso bar cinema denominato Cinema Kursaal Giardino.
Negli anni 30' viene aperto un locale parzialmente interrato sotto il cinema Kursaal che prenderà il nome di Night Club Corsino.
Nel 1945 il Caffè Kursaal subisce una completa ristrutturazione ed iniziano i lavori per la costruzione del Cinema Corsino, il quale verrà inaugurato nel 1950.
Nel 1960 viene demolito il Caffè Kursaal ed iniziano i lavori di ristrutturazione per tutto il complesso.
Nel 1964 viene concesso dal comune di Pavia alla S.p.A. Cinema Kursaal la demolizione di uno stabile per la creazione di un cinematografo e di una sala da ballo, seguendo i progetti dell'ing. Giulio Belloni.
Così il nuovo complesso Kursaal è formato da Il corso e Il Corsino e solo successivamente verrà aggiunta un'altra sala Arti al Corso.
Nel 2009 viene chiuso il complesso Kursaal e nell’arco di un anno viene demolito per lasciare spazio ad un complesso di appartamenti con attività commerciali che si affacciano sullo spazio di risulta che accosta la strada.

## Descrizione
L'ex cinema Kursaal Giardino di Pavia, eretto nel XIX secolo incarna un'eclettica fusione di stili architettonici, con forti influenze neoclassiche e liberty, riflettendo il fervore creativo e l'estetica dell'epoca in cui fu costruito.

### Facciate

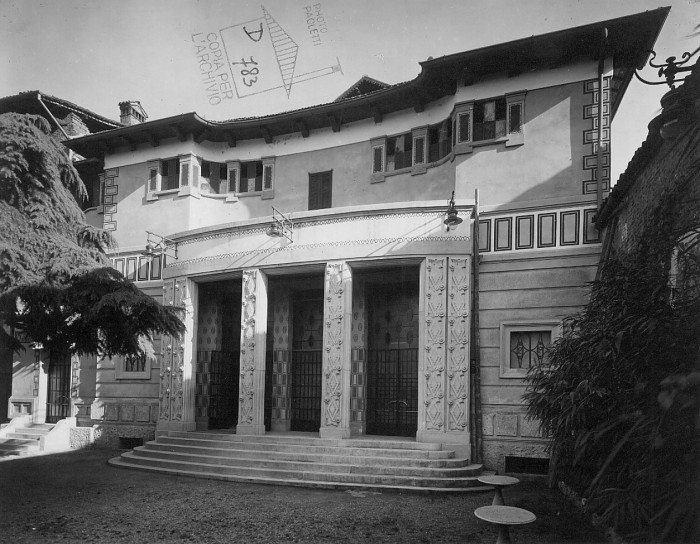
Facciata dell'ex cinema Kursaal Giardino

La sua facciata, imponente e maestosa, è caratterizzata da una moltitudine di dettagli architettonici. Colonne decorate e cornicioni ornati conferiscono all'edificio un'eleganza senza tempo. L'organizzazione simmetrica degli elementi, tipica dello stile neoclassico, contribuisce a creare un'impressione di equilibrio e grandiosità. Inoltre tutto il piano terra della la facciata è leggermente convessa in contrapposizione al primo piano che è concavo. Questa opposizione crea uno spazio percorribile sopra il cornicione che funge da parapetto. 

### Interni

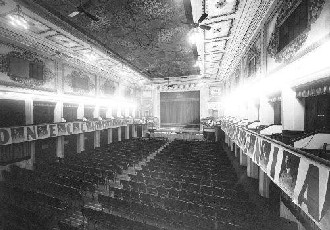
Interni della sala principale dell'ex cinema Kursaal Giardino

All'interno l'ex cinema ha delle sale rettangolari. Nella sala più grande è presente una platea di 600, nei palchetti laterali 120 e nelle balconate quasi 200. I soffitti alti sono adornati con affreschi suggestivi, mentre le pareti sono arricchite da decorazioni liberty. 